# Pheia xanthozona
Pheia xanthozona là một loài bướm đêm thuộc phân họ Arctiinae, họ Erebidae.